# 2019년 오사카 G20 정상회의
2019년 오사카 G20 정상회의는 G20의 14번째 정상회담이다. 2019년 6월 28일부터 29일까지 일본 오사카의 인텍스 오사카에서 열렸다. 오사카 G20 회의는 일본이 최초로 의장국으로서 개최하는 G20 정상회의이다.

## 문화행사 및 만찬
2019년 6월 28일 밤 오사카성 천수각에서 각국 정상이 기념 촬영을 한 후 오사카성 공원의 니시나모루 정원과 오사카 영빈관에서 각국 정상이 참여하는 문화행사 및 만찬이 열렸다. 문화 행사로는 교겐 노무라 만사이가 연출한 산바소 공연과 피아니스트 츠지이 노부유키의 하나와사쿠, 라 캄파넬라 연주와 오페라 가수 나카마루 미치에의 가곡 등이 있었다. 만찬에는 물가지, 타지마소와 우엉을 비롯한 간사이 지방의 전통요리가 나왔으며 음료로는 오사카부, 이와테현, 후쿠시마현의 전통주와 류큐 아와모리, 미야기현 홍차 등이 나왔다.

## 정상회의 개최에 따른 영향
개최일을 포함한 6월 27일부터 30일까지 오사카부 부내를 중심으로 대규모 교통 통제가 이뤄진다. 오사카역과 오사카성 지역을 비롯한 9개 지점의 일반도로에서 자동차와 자전거의 통행이 제한되며 한신 고속도로 1호 순환선과 4호 만안선은 이른 아침부터 심야까지 통행금지된다. 또한 간사이 국제공항 연결교와 사키시마를 오가는 모든 차량에 대해 검문이 실시된다.
또한 6월 27일부터 29일까지 3일간 정상회의 회장의 안전을 위해 나카후토 역이 일시 폐쇄되고 이 역에서의 승하차가 불가능하다.

## 논란

### 한일회담 무산
오사카 G20 정상회의에서 주최국 일본과 대한민국 간에 한일회담 회산이 무산되는 일이 발생했다. 한일 회담이 무산된 이유로는 군속 동원 근로징용자에 대해 배상하라는 재판 결과가 나오는 등 한일 정부 양 측의 외교 분쟁으로 일어난 일이라고 분석하였다. 이와 관련 대한민국 정부는 G20 정상회의 직전, 상대측과 사전 합의 없이 '한·일 기업 공동 기금 조성안'을 내놓아 이에 일본 내에서 비판이 일어 약식 정상회담도 갖지 않았다는 주장이 있다.

### 대한민국 외교 고립론 논란
2019년 G20 오사카 정상회의에서 주최국 일본과 대한민국과의 정상회담이 무산되자, 일각에서 대한민국이 G20 회의에서 외톨이가 되어 외교 고립으로 빠질 수 있다는 우려가 제기되었다. 자유한국당 황교안 대표는 G20 정상회의에서 주요국 회담 스케줄조차 불투명한 상황이라고 말하며, G20 정상회의를 앞두고 문재인 정부가 '코리아 패싱'을 자처하고 있다고 비판하였다. 또한 바른미래당 손학규 대표 역시 G20 전후 중국 시진핑의 방한과 G20 중 일본과의 정상회담이 무산된 것을 두고, '코리아 패싱' 우려를 제기하였다.
또한 오사카 G20 회의에서 미국, 인도, 일본이 3국이 회의를 정례화 하고 기존 한미일 공조나 정상회의는 무산되어, G20 한미일 3국 회담의 자리는 미일인 회담으로 대체됐다는 분석이 있었고, 이와 관련 대한민국의 소외 국면과 고립 가속화를 우려하는 목소리가 나왔다. 이런 G20에서의 미일인 3국 공조에 대해, 최강 아산정책연구원 부원장은 "너무 북한 문제 매몰되다 보니 국제사회 이뤄지고 있는 이합집산에서 한국은 빠지고 있는 것 아닌가"라고 우려를 표했다.
반면 청와대에서는 G20에서 문재인이 러시아와 중국과 정상회담을 가지므로 소외된 것은 전혀 사실이 아니라고 소외론에 대해 반박하였다. 또한 판문점에서의 전격적인 북미 회담 성사로 인해 외교 고립이 아니라는 반론도 있다.
뿐만 아니라, 문재인은 미국의 인도·태평양 전략에 적극 협력하기로 하였고, 대한민국과 인도의 G20 정상회담을 통해 양국 간 '특별 전략적 동반자 관계'를 강화하였다고 발표하였다. 미국 국무부에서도 한미동맹이 인도태평양전략의 '린치핀'이라고 발표하였다. 이에 따라, 한국 정부가 지향한 양자·다자간 협력이 정상회의에서 이뤄지며 기대감이 높다는 주장도 있다.

### 오사카성 배경 기념 촬영 논란

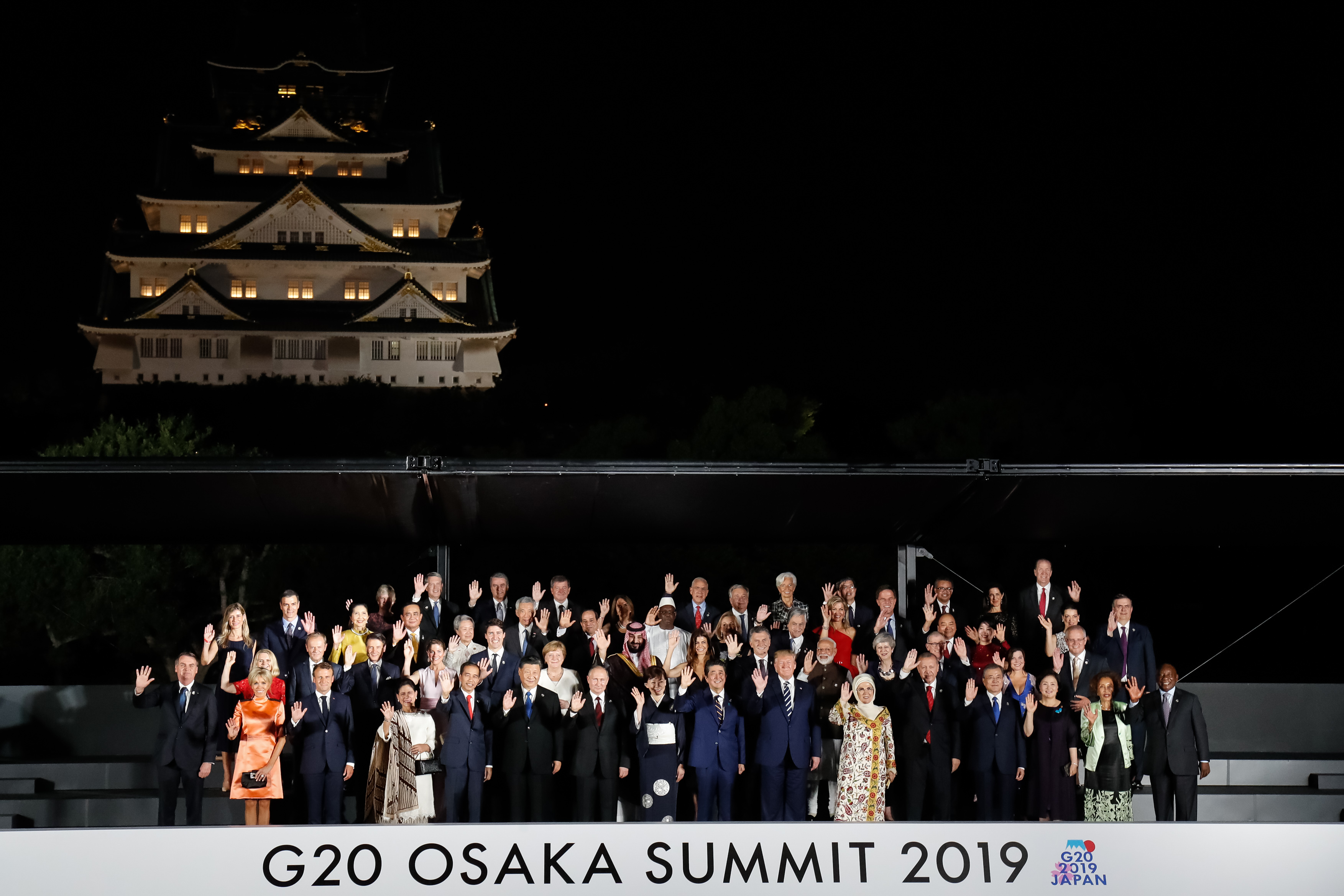
오사카성을 배경으로 G20 정상회의 기념 촬영

일본 측에서 임진왜란 당시 조선을 침략한 도요토미 히데요시의 근거지라고 여겨졌던 오사카성을 배경으로 G20 정상회의 기념 촬영을 하여, 이와 관련해 대한민국에서 논란이 일었다. 현대의 오사카성은 도요토미 가문을 무너뜨린 도쿠카와 가문의 도쿠가와 히데타다가 건설한 성이다.

### 쿠릴 열도 분쟁과 관련된 논란
러시아와 일본 간의 영토 분쟁 지역인 쿠릴 열도 남단 4개 섬을 실효 지배하고 있는 러시아의 마리야 자하로바 외무부 대변인은 2019년 오사카 G20 정상회의에서 쿠릴 열도 남단 4개 섬을 일본의 영토로 표시한 공식 자료를 사용한 일본 정부에 공식 항의 서한을 전달했다. 러시아 외무부는 "일본이 러시아의 영토인 쿠릴 열도 남단 4개 섬에 대한 근거 없는 영유권을 주장하기 위해 G20 의장국 지위를 남용했다"고 지적했다.

## 같이 보기
- 2019년 6월 북미정상회담
- 2019년 한일 무역 분쟁
- 반한 감정
- 상하이 협력 기구